# Altes Rathaus (Hannover)

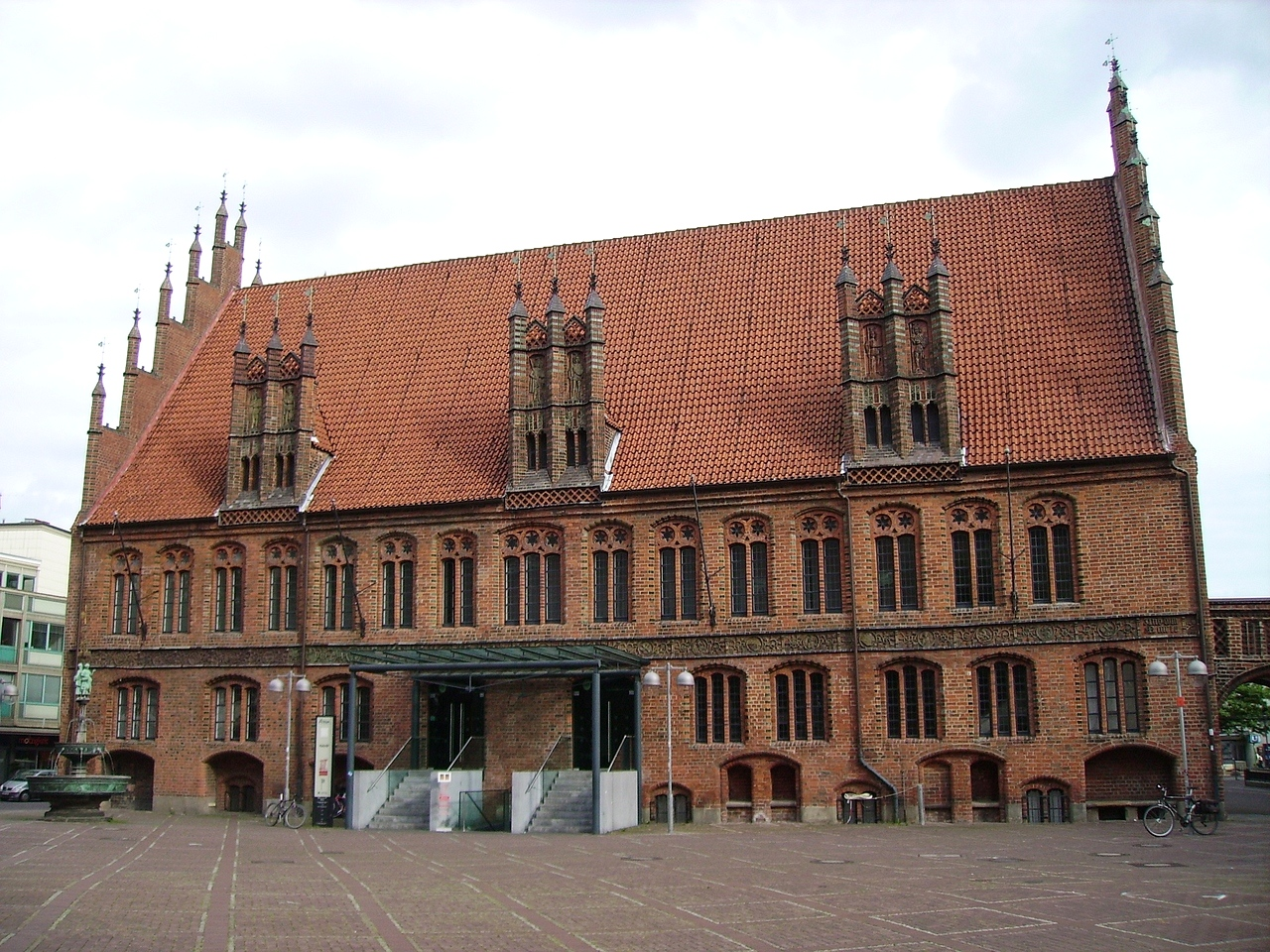
Der weitgehend mittelalterliche Marktflügel

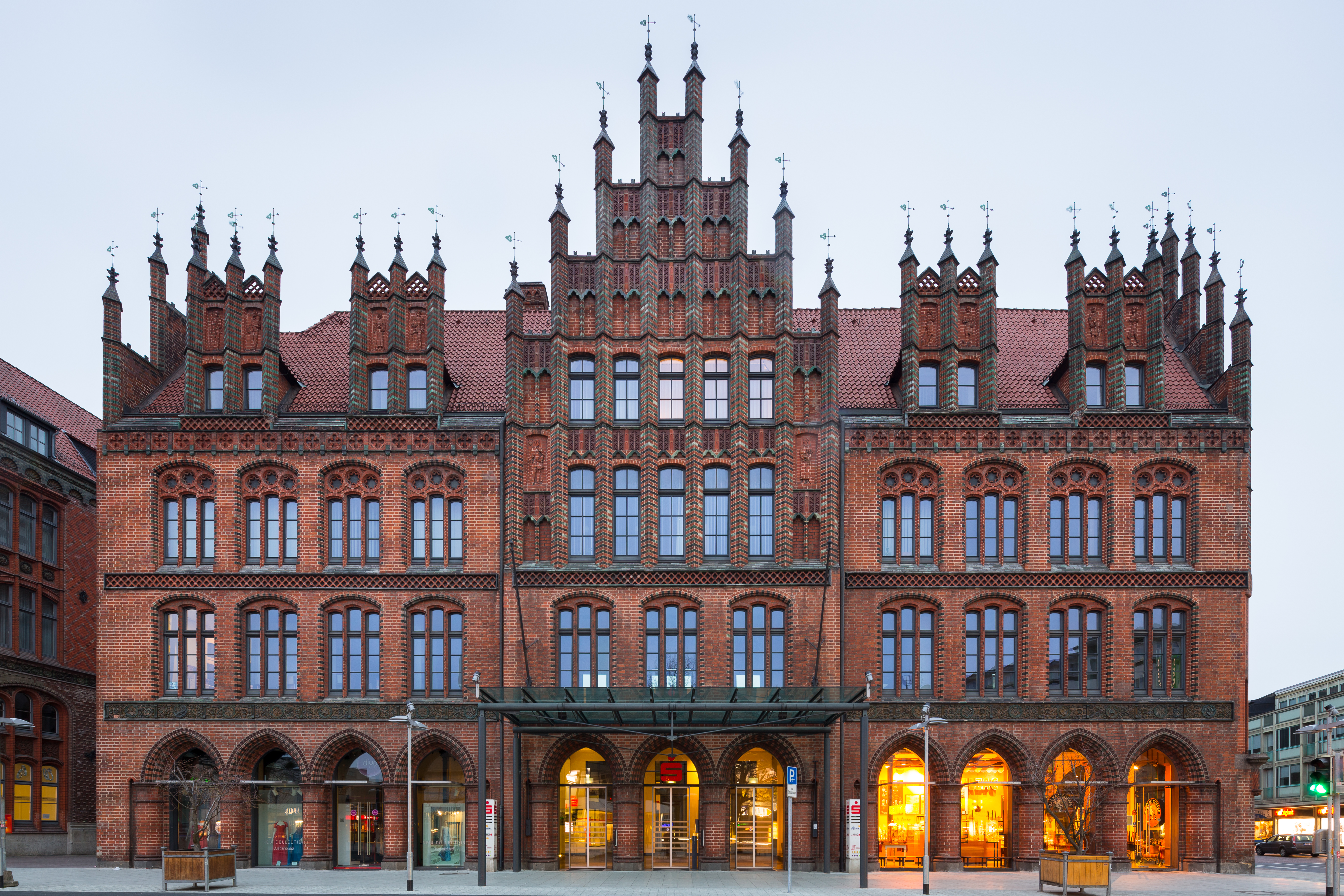
Der jüngste Flügel (Architekt: Conrad Wilhelm Hase) zur Karmarschstraße

Das Alte Rathaus war das erste Rathaus der Stadt Hannover. Es befindet sich in der Altstadt und ist der älteste Profanbau der Stadt. Die ältesten Gebäudeteile am Marktplatz und an der Marktstraße bilden zusammen mit der Marktkirche die südlichste Gebäudegruppe der Norddeutschen Backsteingotik.

## Vorgeschichte
Der Rat der Stadt Hannover tagte vor Errichtung des Rathauses an verschiedenen Orten. Belegt ist, dass er ab 1303 im Theater, auf dem Marktkirchhof oder bei der Gerichtslaube zusammenkam.

## Baugeschichte

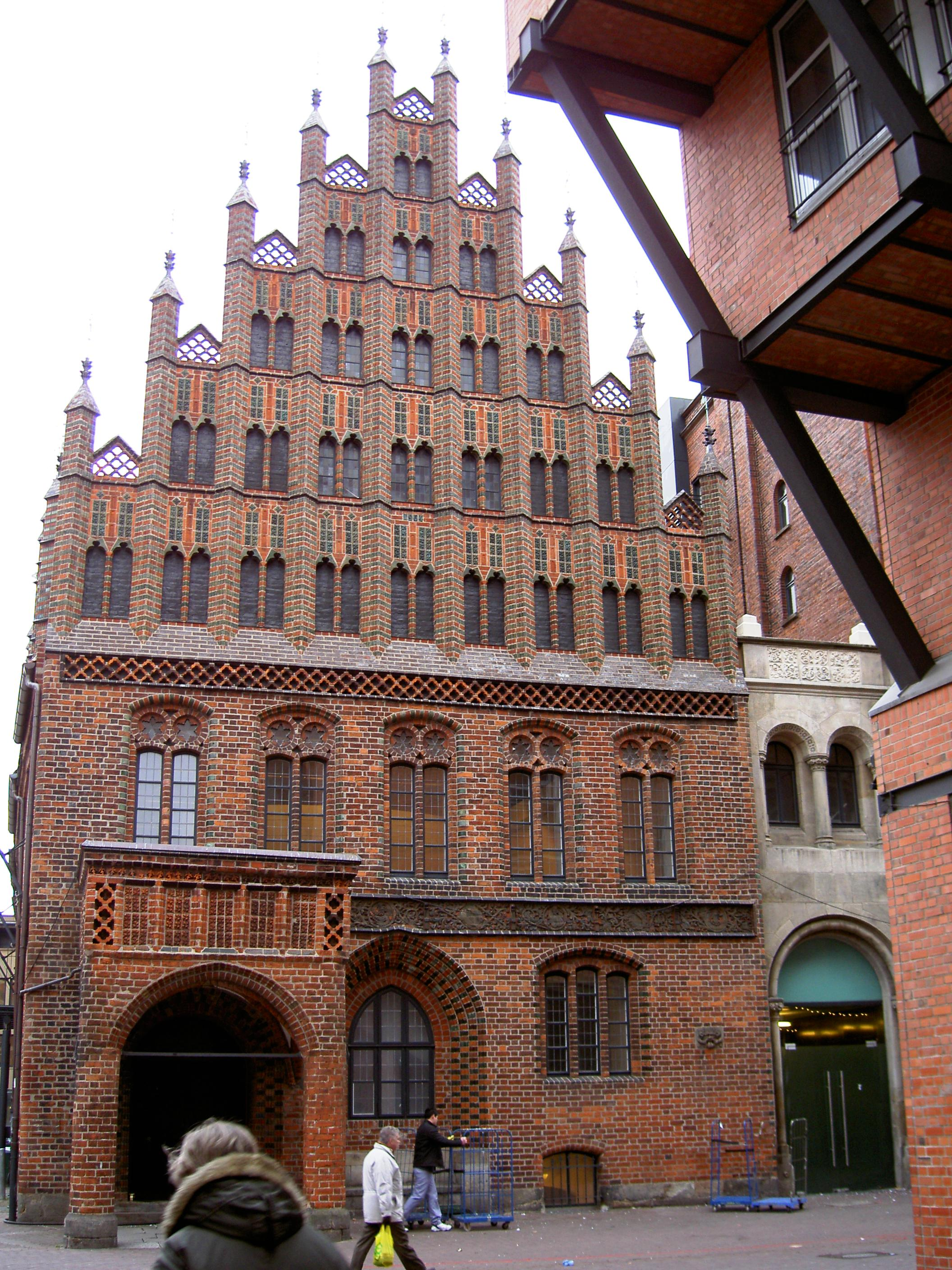
Der 1964 rekonstruierte Schaugiebel von 1453–55 an der Köbelingerstraße mit der Gerichtslaube von 1490

Erste Gebäudeteile wurden im Jahr 1410 errichtet. Danach erfuhr das Gebäude mehrere Umbauten und Erweiterungen. Das ursprüngliche Erdgeschoss wurde durch spätmittelalterliche Verunreinigungen und Aufschüttungen „Am Markte“ zum heutigen Kellergeschoss. Laut der „Hannoverschen Chronik“ wurden im Jahr 1607 zwei neue Gefängnisse im Rathaus eingerichtet. Im Jahr 1844 fand eine Sanierung der Flügel statt und der Apothekerflügel, ein Fachwerkbau des 16. Jahrhunderts, wurde abgebrochen und von August Heinrich Andreae durch das Stadtgericht in Formen der italienischen Renaissance ersetzt. Dieser sogenannten Dogenpalast beherbergt heute das Standesamt. Eine denkmalpflegerische Fachdebatte zur geplanten „Restauration“ des alten Rathauses begann schon 1865, wurde aber im Folgejahr vom Ende des Königreichs Hannover zunächst abgebrochen. Als zum Ende des 19. Jahrhunderts das alte Rathaus abgerissen werden sollte, formierte sich eine Bürgerinitiative. Das Gebäude blieb letztlich verschont. Der Architekt Conrad Wilhelm Hase ließ das Gebäude 1877 bis 1891 renovieren und dabei den angenommenen Zustand aus der Entstehungszeit wiederherstellen, da dieser als „reiner“ Baustil galt (siehe Rathäuser in der Hannoverschen Architekturschule). Die Fenster des Erdgeschosses und des ersten Obergeschosses waren zwischenzeitlich rechteckig gewesen, aber Bauaufnahmen von Ludwig Droste (1864) und von Hase (in Vorbereitung der Renovierung) zeigen, dass an der Nordwestfassade beide Geschosse und an der Nordostfassade das Erdgeschoss ursprünglich Segmentbogenfenster gehabt hatten. In den 1880er Jahren  erhielt der Rathauskomplex durch den Durchbruch der Karmarschstraße eine neue Straßenfront. Hier ließ Hase einen neuen Flügel hinzufügen, im Stil der Neugotik. Dabei orientierte er sich stark an den mittelalterlichen Teilen des Rathauses.
Die Luftangriffe auf Hannover führten 1943 zur teilweisen Zerstörung des Gebäudekomplexes, vor allem seiner ältesten Teile. 1953 fanden Wiederherstellungen statt und 1964 wurde der Schaugiebel an der Westseite rekonstruiert. Im Rahmen einer umfangreichen Sanierung im Jahr 1999 wurde auch der Innenhof umgestaltet und mit einem Glasdach versehen.

## Nutzungsgeschichte
Der Rat tagte nach Errichtung des neuen Gebäudes in einem Festsaal im 1. Stock. Darunter befand sich im Erdgeschoss ein Saal, in dem eingeführte Waren eingelagert waren und der später als Ratskeller diente. Das durch Aufschüttungen erhöhte Bodenniveau hatte den Saal zum Keller werden lassen. 1863 verließ die Stadtverwaltung das Alte Rathaus und zog in das Wangenheimpalais. Erst 1913 wurde das in diesem Jahr fertiggestellte Neue Rathaus Sitz der Stadtverwaltung.
Um 1900 hatten in den Fensterbuchten des ehemaligen Erdgeschosses Marktfrauen ihre Stände. Heute befinden sich in der erweiterten Gebäudegruppe des Alten Rathauses auch Restaurationen und Läden. Für Aufsehen sorgte am 19. Juni 2001 ein tödlicher Unfall im Gebäude, bei dem in einer Gastronomie ein Kleinkind von einer umgestürzten Statue erschlagen wurde.

Altes Rathaus 1875 mit Rechteckfenstern, links Marktstraße, rechts Marktplatz
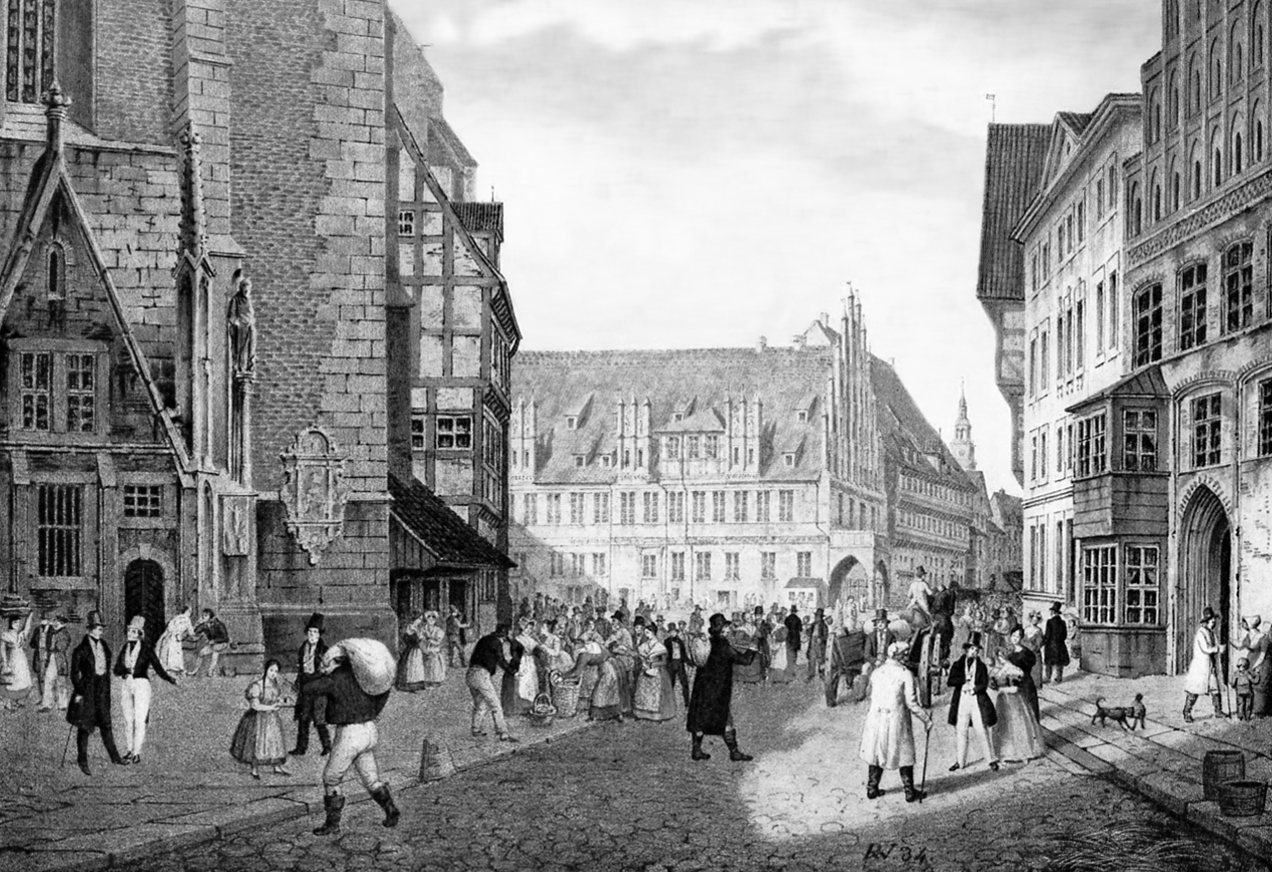
Marktplatz 1834, hinten Rathaus, rechts daneben der Apothekenflügel. Lithografie von R. Wiegmann.
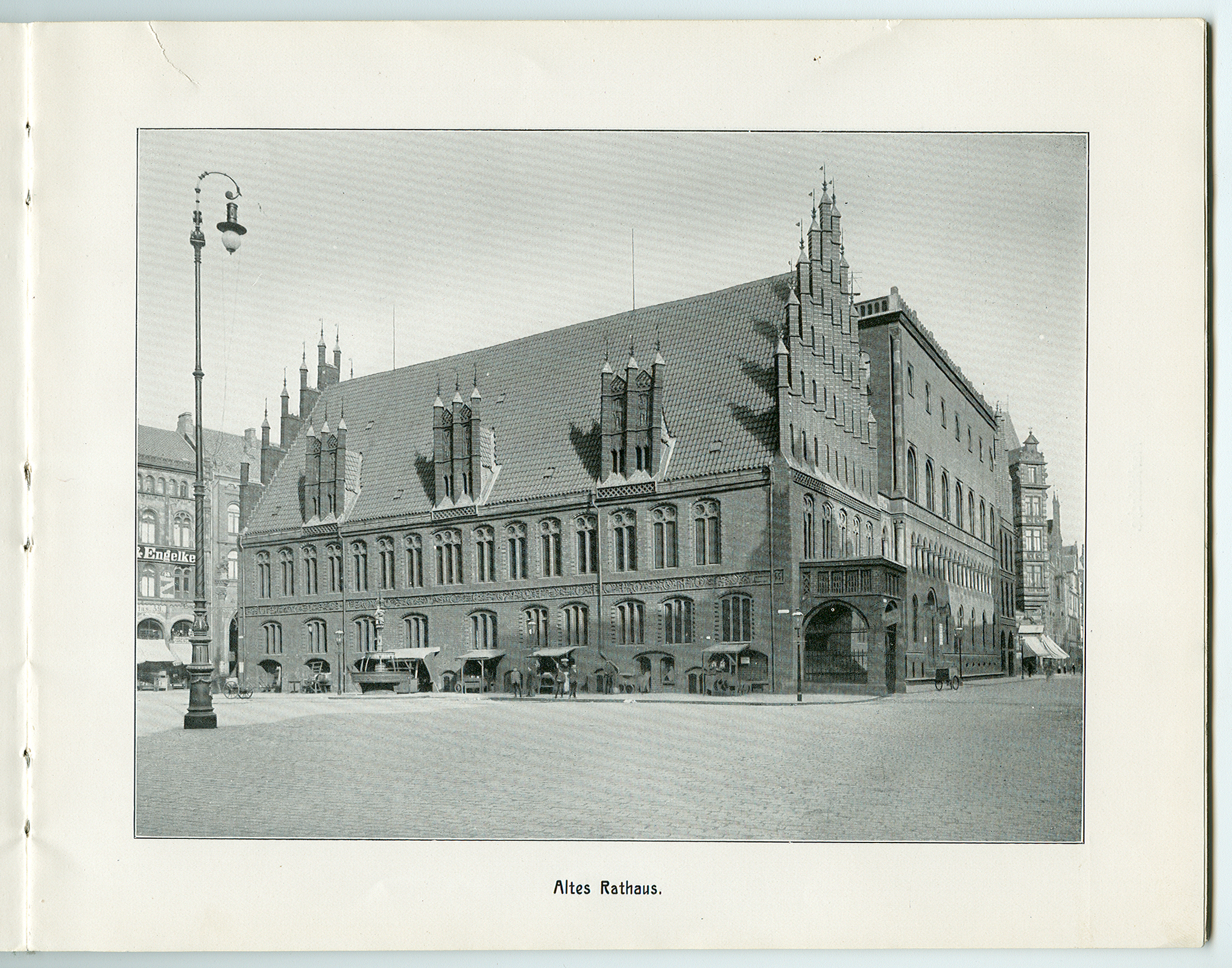
Um 1900, restaurierter Marktflügel, rechts der "Dogenpalast" von 1845–50, Foto von K. F. Wunder
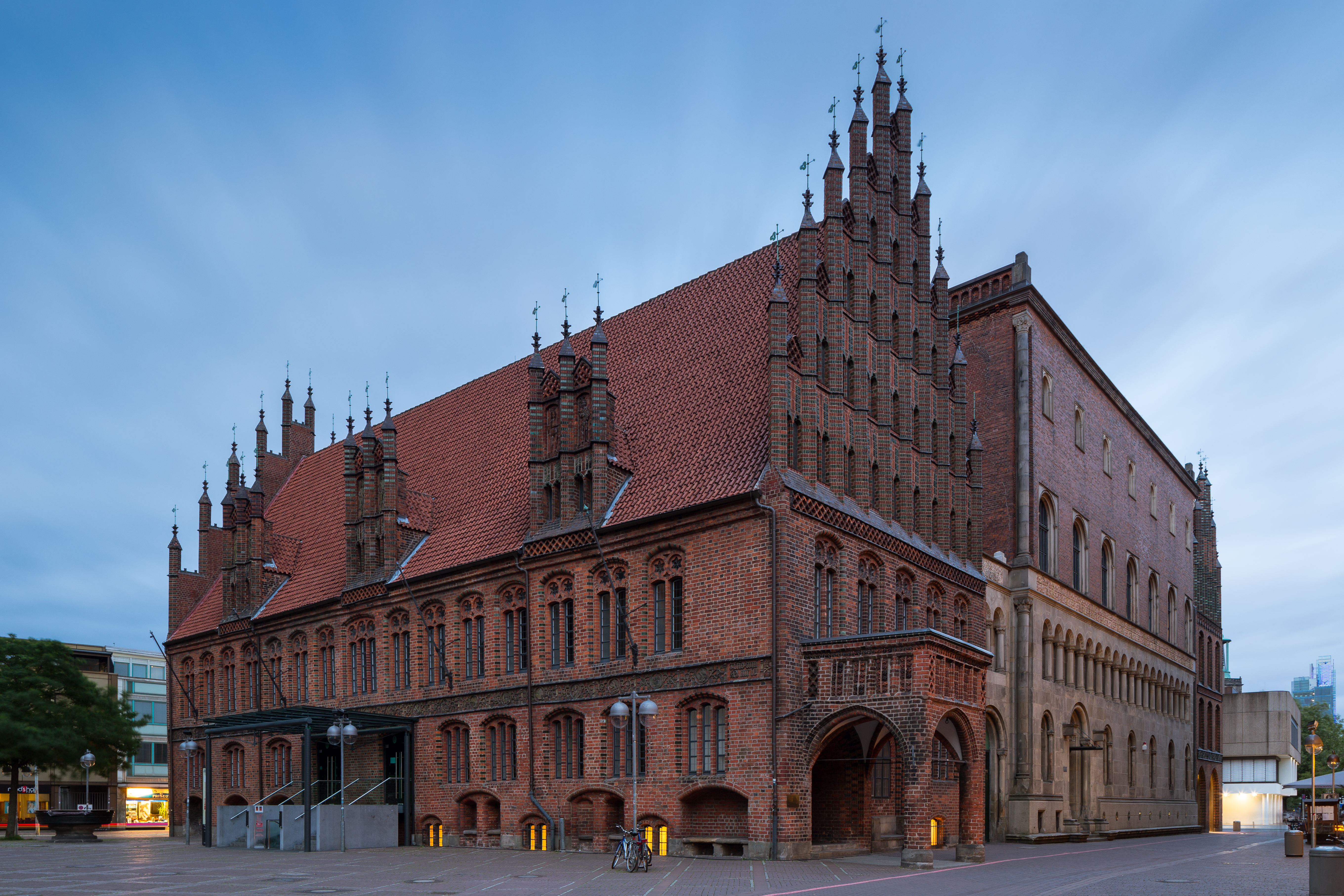
Marktflügel in ähnlicher Ansicht wie bei der Fotografie Wunders, 2015

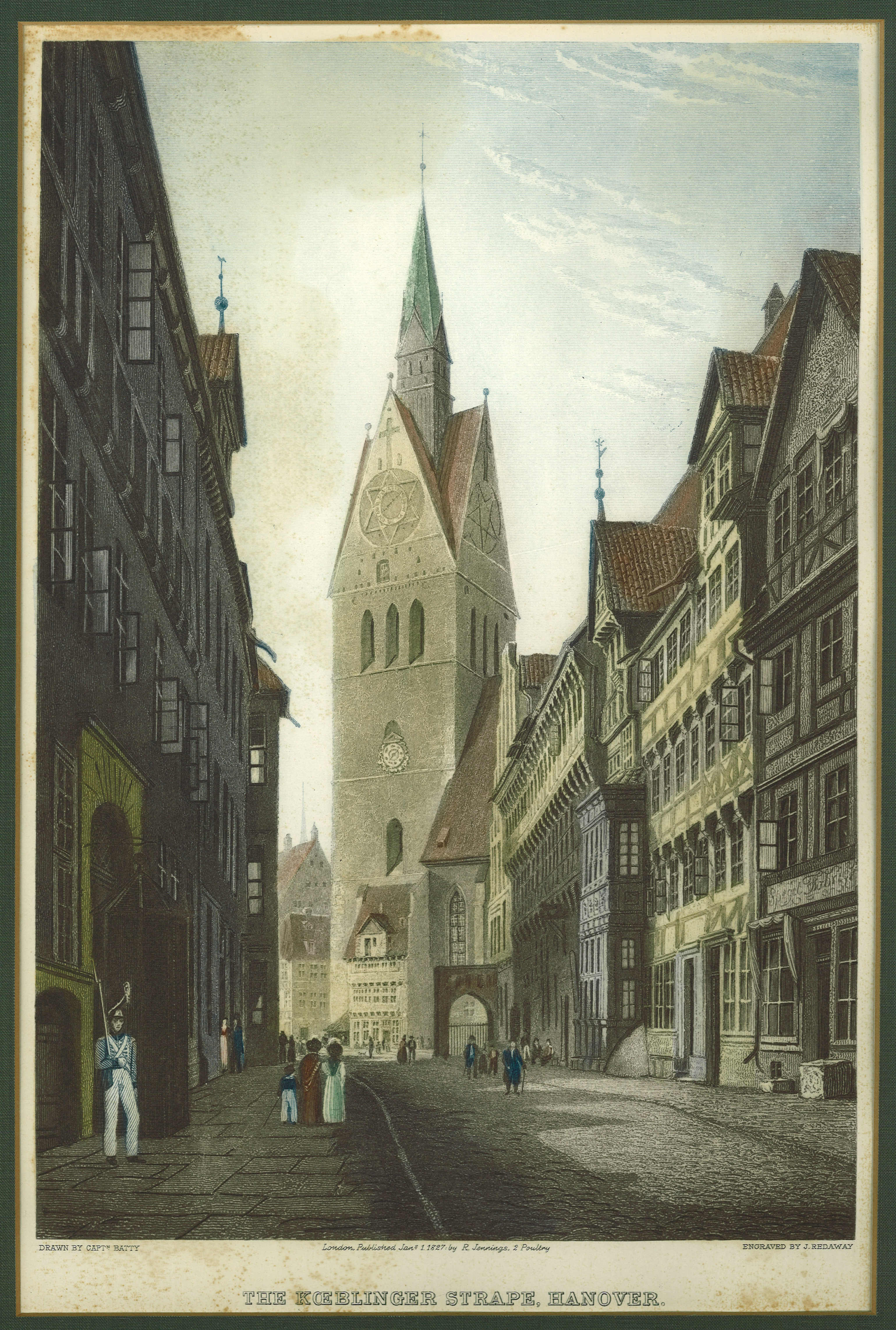
Köbelingerstraße 1827, rechts die 1844/45 für den „Dogenpalast“ abgerissenen Häuser, Stich nach R. Batty
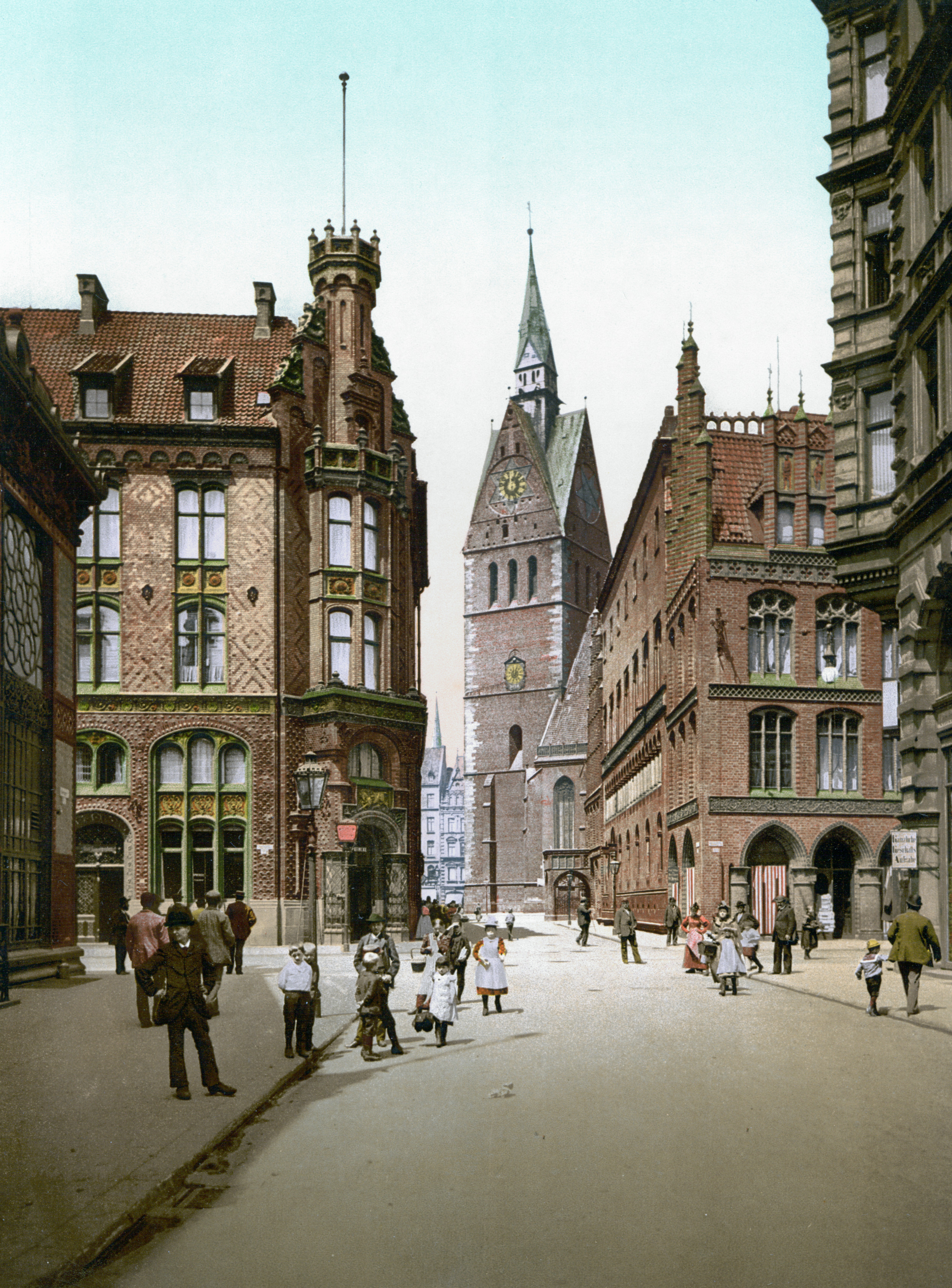
Köbelingerstraße um 1895, „Dogenpalast“, Altes Rathaus und Marktkirche
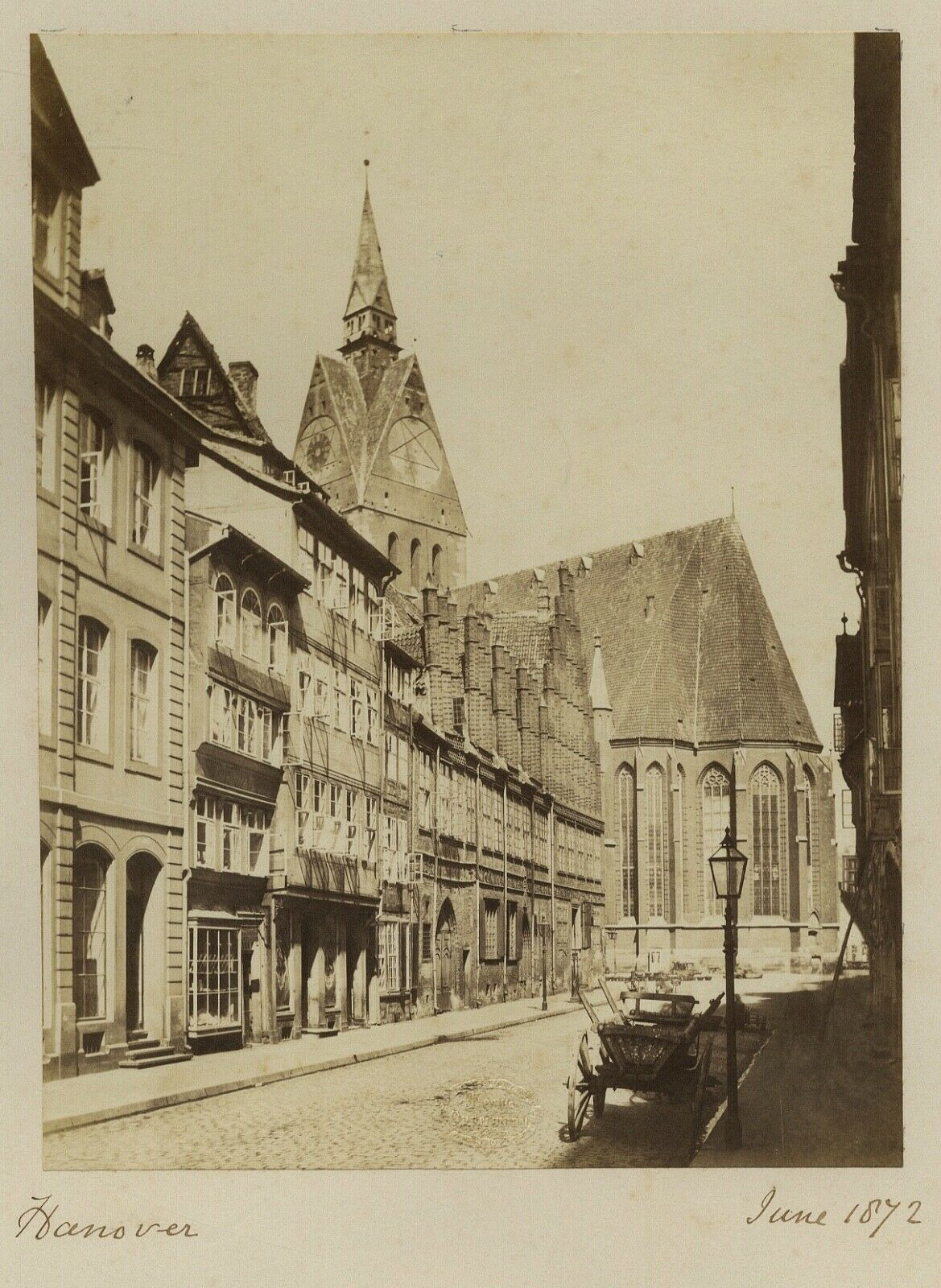
Marktstraße 1872, links die später für Straßendurchbruch und neuen Rathausflügel abgebrochenen Nachbarhäuser
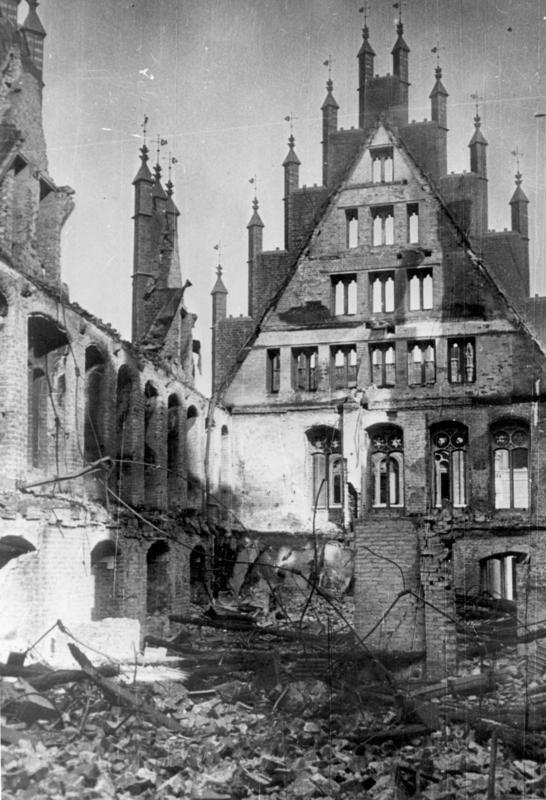
Ruine des Alten Rathauses nach Luftangriffen, 1943, von innen: links Marktfassade mit Lukarnen